# Layton (Floride)
Layton est une ville située dans le comté de Monroe, dans l’État de Floride, aux États-Unis. L'essentiel de son territoire est situé sur une île au centre de l'archipel des Keys.

## Histoire
Dans la fin du XIXe siècle, Long Key a été utilisé comme une plantation de noix de coco. En 1910, Jack Layton était devenu célèbre en tant que destination de pêche, en partie grâce à la promotion de l'écrivain Zane Grey. Cependant, l'infrastructure touristique en plein développement sur Long Key a été en grande partie détruite par l'ouragan de 1935.
Après la Seconde Guerre mondiale, Marie et Del Layton, qui dirigeaient une épicerie à Miami, ont acheté 40 acres (160 000 m2) sur Long Key et ont commencé à développer la propriété dont le nom est "Long Fishing Camp Key Layton".
Layton a été incorporé comme ville le 18 septembre 1963. Le territoire qui allait devenir à long Key State Park a été acquis entre 1961 et 1973, le parc a ouvert le 1er octobre 1969.

## Démographie
| 1970 | 1980 | 1990 | 2000 | 2010 | - |
| ---- | ---- | ---- | ---- | ---- | - |
| 100  | 88   | 183  | 186  | 184  | - |